# Linnea Gustafsson
Linnea Birgitta Viola Gustafsson, gift McCarthy, född 20 februari 1986 i Fole församling i Gotlands län, är en svensk orienterare. Hon gjorde sitt stora internationella genombrott 2009 med guld i nordiska mästerskapen, silver på världsmästerskapen och brons i World Games.
Hennes moderklubb är Visborgs OK som hon tävlade i fram till 2009 då hon bytte till Stigtomtaklubben OK Hällen.. 
Gustafsson har också provat på att tävla i friidrott. I denna sport representerar hon klubben IK Norrköping Friidrott.
Linnea gifte sig 2019 och bär numera efternamnet McCarthy.

## Friidrott

### Personliga rekord
Inomhus 
- 3 000 meter – 9:55,61 (Linköping 5 februari 2010)[7]